# Тремелімумаб
Тремелімумаб (англ. Tremelimumab, також — Тицилімумаб, англ. Ticilimumab) — препарат, що є повністю людським моноклональним антитілом, яке використовується для лікування раку печінки (гепатоцелюлярна карцинома). Тремелімумаб призначений для приєднання та блокування білка (CTLA-4), який контролює активність Т-клітин, що є частиною імунної системи — природний захист організму. Препарат продається під торговою маркою Imjudo.
Тремелімумаб був схвалений для медичного використання в США в жовтні 2022 року, і в Європейському Союзі в лютому 2023 року.

## Медичне використання
Тремелімумаб використовується у комбінації з Дурвалумабом для лікування дорослих із неоперабельною гепатоцелюлярною карциномою (раку печінки). Препарат також використовують при інших видах раку, таких як рак товстої кишки, рак підшлункової залози, недрібноклітинний рак легенів (НДРЛ) і злоякісна меланома.

## Побічні ефекти
Можливими побічними ефектами при застосуванні тремелімумабу в комбінації з дурвалумабом є висипання, свербіж, діарея, підвищення активності печінкових ферментів, гарячка, гіпотиреоз (знижена функція щитоподібної залози), кашель, периферичний набряк і підвищена активність ліпази.

## Механізм дії
Тремелімумаб спрямований на стимулювання атаки імунної системи на пухлини.
На активацію Т-клітин впливають кілька процесів. Т-клітинні рецептори (TCR), які експресуються на Т-клітинах, зв'язуються з когнатним антигеном, обробленим і представленим головним комплексом гістосумісності, експресованим на антигенпрезентуючих клітинах (АПК). Ця взаємодія генерує сигнал T-рецепторів для активації Т-клітин. Окрім сигналу рецепторів, для оптимальної активації Т-клітин необхідний костимулюючий сигнал, який утворюється, коли CD80 і CD86, експресовані на поверхні антигенпрезентуючих клітин, зв'язуються з рецепторами, експресованими на Т-клітинах. CD80 і CD86 також разом називають молекулами В7. У відповідь на ці сигнали активовані Т-клітини можуть бути далі диференційовані в специфічні підтипи Т-клітин зі спеціалізованими функціями.
Цитотоксичні Т-лімфоцити (ЦТЛ) можуть розпізнавати та знищувати ракові клітини. Проте існує гальмівний механізм (імунна контрольна точка), який перериває це руйнування.
Імунні контрольні точки — це білки, які контролюють інтенсивність і тривалість активації та відповіді Т-клітин. CD28 і CTLA-4 є гомологічними рецепторами, що експресуються на поверхні Т-клітин CD4+ і CD8+. Ці імунні контрольні точки мають протилежні регуляторні функції щодо активності Т-клітин: CD28 є позитивним регулятором активності Т-клітин, CTLA-4 є негативним регулятором, що пригнічує активацію та проліферацію Т-клітин, а також транскрипцію гена IL-2. Молекули B7 діють як ліганди для обох цих рецепторів, і баланс між експресією CD28 і CTLA-4 та передачею сигналів впливають на ступінь активації Т-клітин. В імунотерапії раку CTLA-4 досліджували як терапевтичну мішень, оскільки блокування цього рецептора може посилити активацію пухлиноспецифічних Т-клітин, дозволяючи їм проявляти цитотоксичну дію на пухлинні клітини.
Тремелімумаб — це антитіло, спрямоване проти CTLA-4. Зв'язуючись із CTLA-4, тремелімумаб блокує взаємодію CTLA-4 з його лігандами CD80 і CD86, обмежуючи його негативний регуляторний вплив на активацію Т-клітин. Інгібування CTLA-4 призводить до збільшення проліферації Т-клітин у пухлинах і сприяє опосередкованій Т-клітинами цитотоксичності.

## Спосіб отримання

### Основний процес отримання тремелімумабу включає наступні кроки:
- Вибір донорських клітин. Спочатку обирають донорські клітини, які мають потенціал виробляти антитіла. Це можуть бути гібридоми клітини, створені шляхом об'єднання клітин миші та людини.
- Генетична модифікація. Генетичний матеріал, що кодує антитіло, вводять у донорські клітини. Це може бути зроблено за допомогою векторів, таких як віруси або плазміди. Ген, що кодує тремелімумаб, вводять у клітини таким чином, щоб вони почали виробляти це антитіло.
- Культивування клітин. Модифіковані клітини культивують у спеціальних умовах, що сприяють їх росту і розмноженню. Наприклад, у біореакторах або інших системах культивування клітин
- Очищення. Після того, як клітини вироблять достатню кількість тремелімумабу, проводиться процес очищення, щоб виділити саме антитіло. Процес може включати фільтрацію, хроматографію та інші методи очищення.
- Формулювання. Очищений тремелімумаб аптечно формують, щоб забезпечити його стабільність та довготривалість зберігання. Додаються стабілізатори, буферні розчини та інші компоненти.

## Історія
Раніше препарат розробляла компанія Pfizer, а досліджує MedImmune, дочірня компанія, що повністю належить AstraZeneca.

## Клінічні випробування

### Меланома
Клінічні дослідження I та II фаз метастатичної меланоми надали певну відповідь. Однак, ґрунтуючись на ранньому проміжному аналізі даних III фази, компанія Pfizer визнала Тремелімумаб невдалим і припинила випробування в квітні 2008 року.

### Мезотеліома
Незважаючи на те, що в квітні 2015 року Тремелімумаб був визначений як орфанний препарат для лікування мезотеліоми, цей препарат не зміг покращити тривалість життя у фазі IIb дослідження DETERMINE, яке оцінювало цей препарат як другу або третю лінію лікування неоперабельної злоякісної мезотеліоми.

### Недрібноклітинний рак легені
У дослідженні III фази AstraZeneca поєднала Тремелімумаб з інгібітором PD-L1, Дурвалумабом, для лікування першої лінії недрібноклітинного раку легенів. В липні 2017 року компанія AstraZeneca оголосила, що не досягла основної кінцевої точки виживання без прогресування.